# غرق شدن مهاجران مصر (۲۰۱۶)
غرق شدن مهاجران مصر (انگلیسی: 2016 Egypt migrant shipwreck) در ۲۱ سپتامبر ۲۰۱۶، اتفاق افتاد که طی آن قایقی حامل تقریباً ۶۰۰ مهاجر در ساحل مصر در دریای مدیترانه غرق شد. ۲۰۴ نفر نجات داده شدند که در میان آنها حداقل ۳۰ کودک وجود داشت.

## تلفات
در این حادثه تقریباً ۱۶۰ نفر نجات یافتند و صدها نفر مفقود هستند. پیش بینی شد که قریب به ۳۰۰ نفر جان باخته‌اند. ۴ تن به دلیل قاچاق و شکستن قانون گنجایش قایق بازداشت شدند. این حادثه یکی از مرگ آفرین‌ترین حوادث دریای مدیترانه در سال ۲۰۱۶ بود.

## واکنش‌ها
یکی از اعضای پارلمان مصر، الهامی ، به این حادثه واکنش نشان داد، و پس از یک جلسه اضطراری در کابینه رئیس‌جمهور عبدالفتاح السیسی با فرماندهان امنیت مصر، اظهار داشت که قربانیان این فاجعه «سزاوار مرگ هستند» و «برای همدردی مستحق نیستند».